# Joan Sutherland

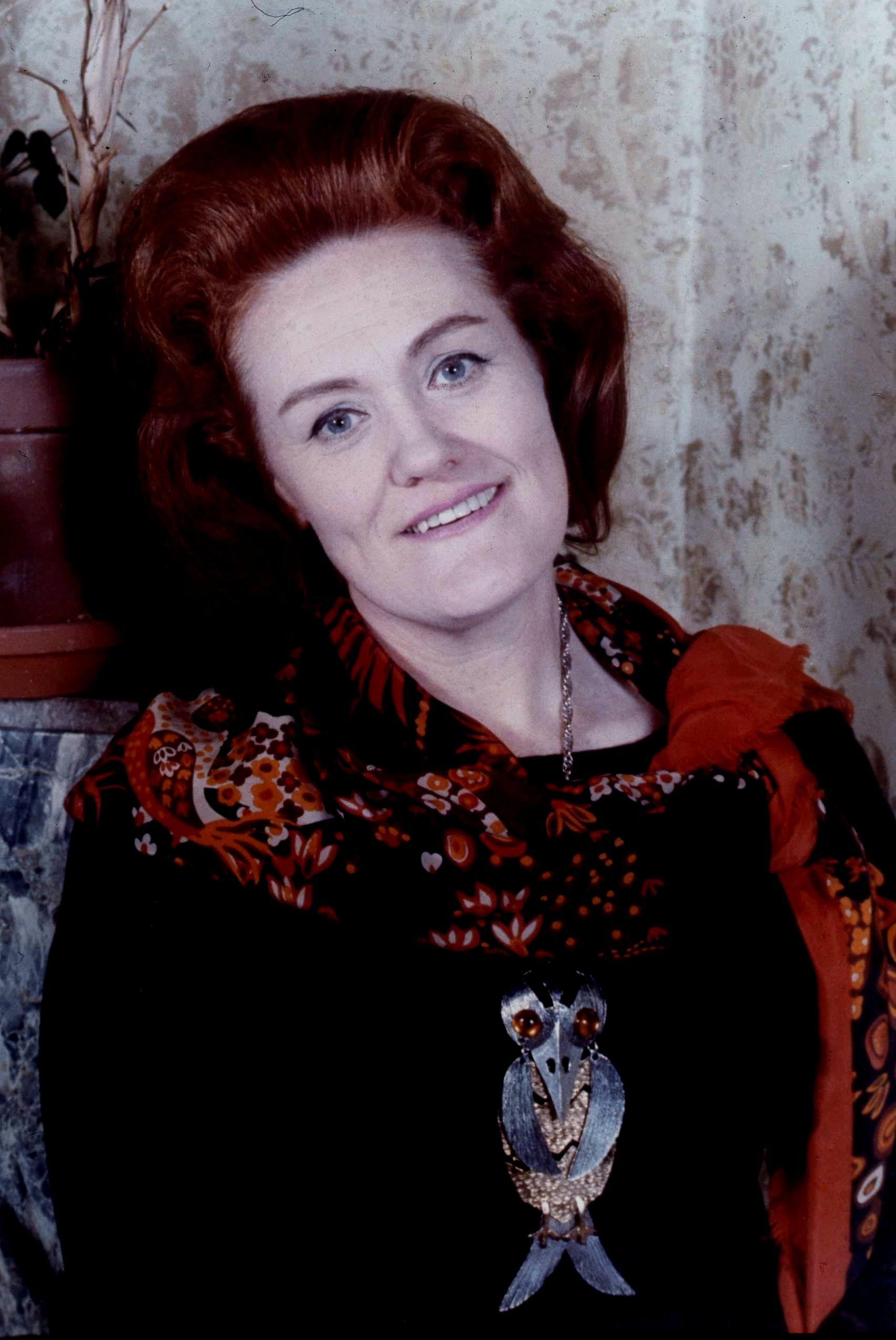
Joan Sutherland, 1975

Dame Joan Alston Sutherland (Sydney, 7 november 1926 - Les Avants (Montreux), 10 oktober 2010) was een Australische sopraan. In 1954 trouwde ze met de Australische dirigent Richard Bonynge. Na haar vertolking van Alcina in het Teatro La Fenice in Venetië in 1960 kreeg ze de bijnaam La Stupenda (de Prachtige). Door haar benoeming op 30 december 1978 tot Dame Commandeur in de Orde van het Britse Rijk werd zij in de (niet-erfelijke) adelstand verheven.

## Biografie
Haar moeder was een mezzosopraan die haar carrière had opgegeven. Joan leerde veel van haar moeder door samen met haar te zingen en naar grammofoonopnames te luisteren. Vanaf haar achttiende jaar pakte ze het zingen serieus op. Ze debuteerde in 1952 in Australië als Dido in Purcells Dido and Aeneas.
Twee jaar eerder, in 1950, won ze de belangrijkste zangcompetitie van Australië, The Sun Aria, en ging naar Londen om aan de Opera School of the Royal College of Music te studeren. Op 28 oktober 1952 maakte ze in Covent Garden (Londen) haar Europese debuut als Eerste Dame in de opera Die Zauberflöte van Mozart. In november van datzelfde jaar trad ze op in Covent Garden als Clothilde in Bellini's opera Norma, naast Maria Callas als Norma.
Van 1954 tot 1958 zong ze met veel succes een breed repertoire, van Eva in Die Meistersinger von Nürnberg, Agathe in Der Freischütz, Desdemona in Otello, Gilda in Rigoletto, tot Donna Anna in Don Giovanni.
In 1953 zong ze de wereldpremière van Benjamin Brittens Gloriana.
Haar echtgenoot Richard Bonynge overreedde haar om zich meer op het belcanto-repertoire te concentreren, aangezien ze heel makkelijk de hoge noten van de coloratuur zong. In 1957 debuteerde ze als Alcina in Händels gelijknamige opera. Hiermee begon haar ontdekking van vergeten opera's uit de barok- en belcanto-periodes. In 1958 zong ze Madame Lidoine in de Britse première van Francis Poulencs Dialogues des Carmélites.

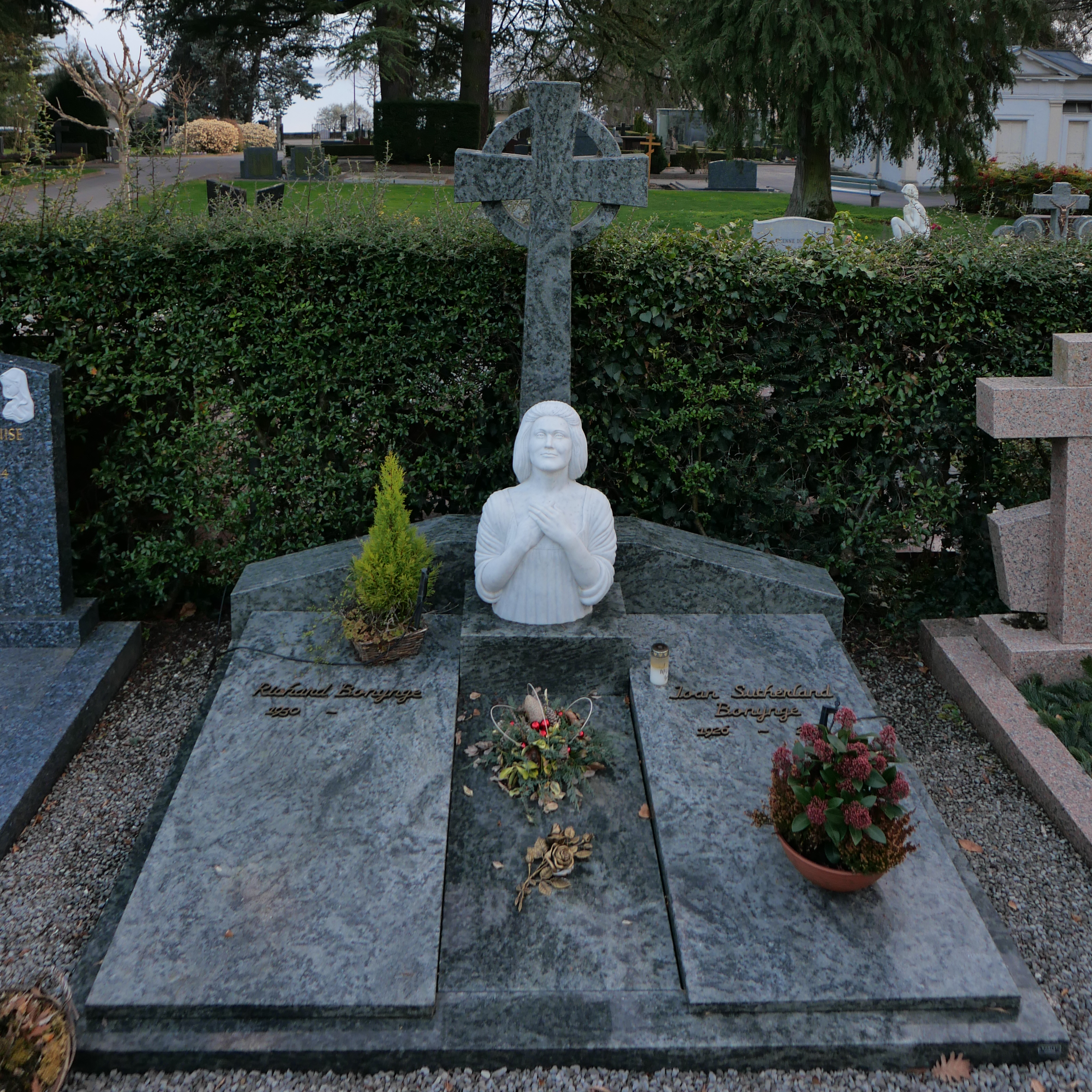
Het graf van Sutherland (rechts) met een buste van haar op de begraafplaats van Clarens in het Zwitserse kanton Vaud met het Meer van Genève op de achtergrond. Links bevindt zich de toekomstige laatste rustplaats van haar weduwnaar.

In 1959 brak ze echt door met haar vertolking van Lucia di Lammermoor van Donizetti.
Haar laatste openbare optreden werd in 1990 afgesloten in Convent Garden met een gala-optreden van Die Fledermaus op de avond van nieuwjaarsdag, alwaar ze werd vergezeld door haar vrienden Luciano Pavarotti en Marilyn Horne. Vervolgens ging ze met pensioen en kwam sindsdien relatief weinig meer in de openbaarheid; ze prefereerde een rustig leven in haar huis in Montreux.
Verschillende malen was Sutherland jurylid voor de Koningin Elisabethwedstrijd, sessie zang, de laatste keer bij de Koningin Elisabethwedstrijd 2008 (voor zang). Tijdens de Koningin Elisabethwedstrijd 1996 (voor zang) gaf ze ook masterclasses in het kasteel van Terhulpen.

## Repertoire (selectie)

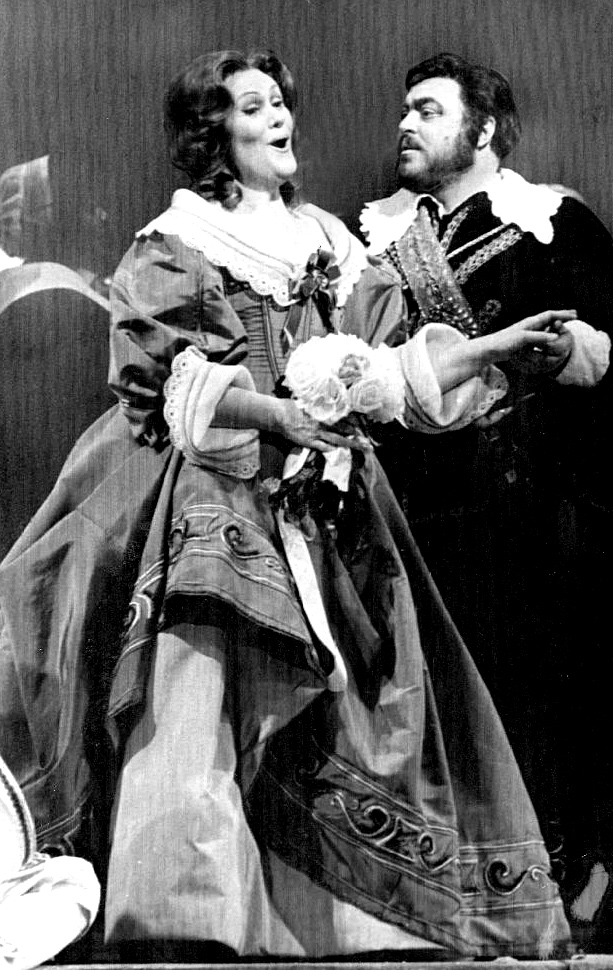
Pavarotti - Sutherland 1976

- Beatrice di Tenda - Vincenzo Bellini
- Norma - Vincenzo Bellini
- I Puritani - Vincenzo Bellini
- La sonambula - Vincenzo Bellini
- Carmen - Georges Bizet
- Gloriana - Benjamin Britten
- Adriana Lecouvreur - Francesco Cilea
- Lakmé - Léo Delibes
- Anna Bolena - Gaetano Donizetti
- L'elisir d'amore - Gaetano Donizetti
- La fille du régiment - Gaetano Donizetti
- Lucia di Lammermoor - Gaetano Donizetti
- Lucrezia Borgia - Gaetano Donizetti
- Maria Stuarda - Gaetano Donizetti
- The beggar's opera - John Gay
- Faust - Charles Gounod
- Alcina - Georg Friedrich Händel
- Athalia - Georg Friedrich Händel
- Messiah - Georg Friedrich Händel
- Rodelinda - Georg Friedrich Händel
- Die lustige Witwe - Franz Lehár
- L'oracolo - Franco Leoni
- Esclarmonde - Jules Massenet
- Le roi de Lahore - Jules Massenet
- Les Huguenots - Giacomo Meyerbeer
- Don Giovanni - Wolfgang Amadeus Mozart
- Die Zauberflöte - Wolfgang Amadeus Mozart
- Les contes d'Hoffmann - Jacques Offenbach
- Les dialogues des Carmelites - Francis Poulenc
- Suor Angelica - Giacomo Puccini
- Turandot - Giacomo Puccini
- Il tabarro - Giacomo Puccini
- Semiramide - Gioachino Rossini
- Die Fledermaus - Johann Strauss jr.
- Hamlet - Ambroise Thomas
- Mignon - Ambroise Thomas
- A midsummer marriage - Michael Tippett
- Ernani - Giuseppe Verdi
- I masnadieri - Giuseppe Verdi
- Rigoletto - Giuseppe Verdi
- La Traviata - Giuseppe Verdi
- Il trovatore - Giuseppe Verdi
- Siegfried - Richard Wagner

## Onderscheidingen
- 1961 - Orde van het Britse Rijk (Verenigd Koninkrijk), op 30 december 1978 bevorderd tot Dame Grootkruis in de OBE (hetgeen haar recht gaf op de niet-adellijke titel van Dame)
- 1975 - Orde van Australië
- 1991 - Order of Merit (Verenigd Koninkrijk)
- 2004 - Kennedy Center Honors
- 2004 - Ter gelegenheid van Australia Day werden er twee postzegels uitgegeven met haar beeltenis.

## Opnamen
(grammofoonplaten / cassettes / dvd's)

Vincenzo Bellini
- Beatrice di Tenda — Joan Sutherland (Beatrice), Luciano Pavarotti (Orombello), Cornelius Opthof (Filippo), Josephine Veasey (Agnese), Joseph Ward (Anichino/Rizzardo), Ambrosian Singers, London Symphony Orchestra, dirigent Richard Bonynge
- I puritani — Joan Sutherland (Elvira), Pierre Duval (Arturo), Renato Capecchi (Riccardo), Ezio Flagello (Giorgio), Giovanni Fioiani (Gualtiero), Margreta Elkins (Enrichetta), Piero de Palma (Bruno), Coro e Orchestra del Maggio Musicale Fiorentino, dirigent Richard Bonynge, (1963)
- I puritani — Joan Sutherland (Elvira), Luciano Pavarotti (Arturo), Piero Cappuccilli (Riccardo), Nicolai Ghiaurov (Giorgio), Giancarlo Luccardi (Gualtiero), Anita Caminada (Enrichetta), Renato Cazzaniga (Bruno), Chorus of the Royal Opera, Covent Garden, London Symphony Orchestra, dirigent Richard Bonynge, (1973)
- La sonnambula — Joan Sutherland (Amina), Nicola Monti (Elvino), Fernando Corena (Rodolfo), Sylvia Stahlman (Lisa), Margreta Elkins (Teresa), Angelo Mercuriali (Notary), Giovanni Fioiani (Alessio), Coro e Orchestra del Maggio Musicale Fiorentino, dirigent Richard Bonynge, (1962)
- La sonnambula — Joan Sutherland (Amina), Luciano Pavarotti (Elvino), Nicolai Ghiaurov (Rodolfo), Isobel Buchanan (Lisa), Della Jones (Teresa), Piero De Palma (Notaro), John Tomlinson (Alessio), National Philharmonic Orchestra, London Opera Chorus, dirigent, Richard Bonynge (1980)
- Norma — Joan Sutherland (Norma), Marilyn Horne (Adalgisa), John Alexander (Pollione), Richard Cross (Oroveso), Yvonne Minton (Clotilde), Joseph Ward (Flavio), London Symphony Orchesta and Chorus, dirigent Richard Bonynge, (1964)
- Norma — Joan Sutherland (Norma), Margreta Elkins (Adalgisa), Ronald Stevens (Pollione), Clifford Grant (Oroveso), Etela Piha (Clotilde), Trevor Brown (Flavio), Opera Australia Chorus, Elizabethan Sydney Orchestra, dirigent Richard Bonynge, (1978)
- Norma — Joan Sutherland (Norma), Montserrat Caballé (Adalgisa), Luciano Pavarotti (Pollione), Samuel Ramey (Oroveso), Diana Montague (Clotilde), Kim Begley (Flavio), Chorus and Orchesta of the Welsh National Opera, dirigent Richard Bonynge, (1984)

Georges Bizet
- Carmen — Regina Resnik (Carmen), Mario del Monaco (Don Jose), Joan Sutherland (Micaëla), Tom Krause (Escamillo), Georgette Spanellys (Frasquita), Yvonne Minton (Mercedes), Robert Geay (Zuninga), Jean Prudent (Le Dancaire), Alfred Hallet (Le Remendado), Claude Cales (Morales)

Giovanni Maria Bononcini
- Griselda — Joan Sutherland (Griselda), Lauris Elms (Ernesto), Monica Sinclair (Gualtiero), Margreta Elkins (Almirena), Spiro Malas (Rambaldo), Ambrosian Singers, London Philharmonic Orchestra, dirigent Richard Bonynge, (1967)

Léo Delibes
- Lakmé — Joan Sutherland (Lakmé), Gabriel Bacquier (Nilakantha), Jane Berbié (Malika), Émile Belcourt (Hadji), Alain Vanzo (Gérald), Monte Carlo Opera Chorus, Orchestre National de l'Opéra de Monte-Carlo, dirigent Richard Bonynge, (1968)

Gaetano Donizetti
- Anna Bolena - Joan Sutherland, Samuel Ramey, Bernadette Manca di Nissa, Jerry Hadley, Susanne Mentzer, Orchestra of the Welsh National Opera o.l.v. Richard Bonynge
- Emilia di Liverpool (excerpts) / Lucia di Lammermoor (excerpts) — Joan Sutherland (Lucia), Margreta Elkins (Alisa), Joao Gibin (Edgardo), Tullio Serafin (dirigent), (6 februari 1959)
- Lucia di Lammermoor — Joan Sutherland (Lucia), João Gibin (Edgardo), John Shaw (Enrico), Joseph Rouleau (Raimondo), Kenneth MacDonald (Arturo), Margreta Elkins (Alisa), Robert Bowman (Normanno), Koor en orkest van het Royal Opera House, Covent Garden, Tullio Serafin, (1959)
- Lucia di Lammermoor — Joan Sutherland (Lucia), André Turp (Edgardo), John Shaw (Enrico), Joseph Rouleau (Raimondo), Kenneth MacDonald (Arturo), Margreta Elkins (Alisa), Edgar Evans (Normanno), Koor en orkest van het Royal Opera House, Covent Garden, John Pritchard, (1961)
- Lucia di Lammermoor - Joan Sutherland, Luciano Pavarotti, Sherrill Milnes, Nicolai Ghiaurov, Huguette Tourangeau, Orchestra of the Royal Opera House Covent Garden o.l.v. Richard Bonynge
- Lucrezia Borgia - Joan Sutherland, Giacomo Aragall, Ingvar Wixell, Marilyn Horne, John Bröcheler, National Philharmonic Orchestra o.l.v. Richard Bonynge
- Lucrezia Borgia — Joan Sutherland (Lucrezia Borgia), Ronald Stevens (Gennaro), Margreta Elkins (Maffio Orsini), Richard Allman (Don Alfonso), Robin Donald (Jacopo Liveretto), Lyndon Terracini (Don Apostolo Gazella), Gregory Yurisich (Ascanio Petrucci), Lamberto Furlan (Oloferno Vitellozzo), Pieter Van der Stolk (Gubetta), Graeme Ewer (Rustighello), John Germain (Astolfo), Neville Grave (Un servo), Eddie Wilden (Un coppiere), Jennifer Bermingham (Principessa Negroni), Australian Opera Chorus, Sydney Elizabethan Orchestra, dirigent Richard Bonynge, (1977)
- Maria Stuarda — Joan Sutherland (Maria), Huguette Tourangeau (Elisabeta), Luciano Pavarotti (Leicester), Roger Soyer (Talbot), Margreta Elkins (Anna), James Morris (Cecil), Coro del Teatro Comunale di Bologna, Orchestra del Teatro Comunale di Bologna, dirigent Richard Bonynge (1975)

Charles Gounod
- Faust — Joan Sutherland (Marguerite), Franco Corelli (Faust), Nicolai Ghiaurov (Méphistophélès), Robert Massard (Valentin), Margreta Elkins (Siébel), Monica Sinclair (Marthe), Raymond Myers (Wagner), Ambrosian Singers and Highgate School Choir, London Symphony Orchestra, dirigent Richard Bonynge, (1966)

Georg Friedrich Händel
- Alcina — Joan Sutherland (Alcina), Margreta Elkins (Ruggiero), Lauris Elms (Bradamante), Richard Greager (Oronte), Narelle Davidson (Morgana), Ann-Maree McDonald (Oberto), John Wegner (Melisso), Chorus and Orchestra of Australian Opera, dirigent Richard Bonynge, (1983)
- Alcina coupled with Giulio Cesare in Egitto (highlights) — Margreta Elkins (Giulio Cesare), Joan Sutherland (Cleopatra), Marilyn Horne (Cornelia), Monica Sinclair (Tolomeo), Richard Conrad (Sesto), New Symphonic Orchestra of London, dirigent Richard Bonynge
- Messiah - Joan Sutherland, Grace Bumbry, London Symphony Orchestra, Sir Adrian Boult (dirigent)
- Rodelinda – Alfred Hallett (Grimoaldo), Raimund Herincx (Garibaldo), Joan Sutherland (Rodelinda), Dame Janet Baker (Eduige), Margreta Elkins (Bertarido), Patricia Kern (Unolfo), Chandos Singers, Philomusica Antiqua Orchestra, Charles Farncombe. Engelstalige versie, live-opname (24 juni 1959)
- Rodelinda – Joan Sutherland (Rodelinda), Huguette Tourangeau (Bertarido), Eric Tappy (Grimoaldo), Margreta Elkins (Eduige), Cora Canne-Meijer (Unolfo), Pieter Van Den Berg (Garibaldo), Nederlands Kamerorkest, dirigent Richard Bonynge - (30 juni 1973)

Jules Massenet
- Esclarmonde — Joan Sutherland (Esclarmonde), Huguette Tourangeau (Parséis), Clifford Grant (Phorcas), Giacomo Aragall (Roland), Louis Quilico (the bishop of Blois), Ryland Davies (Enéas), Robert Lloyd (Cléomer), Finchley Children's Music Group, John Alldis Choir, National Philharmonic Orchestra, Richard Bonynge, (1975)

Giacomo Meyerbeer
- Les Huguenots – Dominic Cossa (Nevers), Gabriel Bacquier (Saint-Bris), Nicolai Ghiuselev (Marcel), John Wakefield (Tavannes), Joseph Ward (Cossé), John Noble (Thoré), Glynne Thomas (Retz), John Gibbs (Meru), Clifford Grant (Maurevert), Janet Coster (Léonard), Dame Kiri Te Kanawa (1st Maid of Honour), Josephte Clement (2nd Maid of Honour), Arleen Augér (1st Gypsy Girl), Maureen Lehane (2nd Gypsy Girl), Joan Sutherland (Marguerite de Valois), Martina Arroyo (Valentine), Huguette Tourangeau (Urbain), Anastasios Vrenios (Raoul de Nangis), Alan Opie (2nd Monk), NPO, dirigent Richard Bonynge, (1969)

Wolfgang Amadeus Mozart
- Idomeneo — Sergei Baigildin (Idomeneo), Margreta Elkins (Idamante), Henri Wilden (Arbace), Leona Mitchell (Ilia), Joan Sutherland (Elettra), Australian Opera Chorus, Sydney Elizabethan Orchestra, dirigent Richard Bonynge, (1979)
- Don Giovanni - Gottlob Frick (Commendatore), Luigi Alva (Don Ottavio), Graziella Sciutti (Zerlina), Joan Sutherland (Donna Anna), Piero Cappuccilli (Masetto), Elisabeth Schwarzkopf (Donna Elvira), Eberhard Wächter (Don Giovanni), Heinrich Schmidt, Giuseppe Taddei (Leporello), London Philharmonia Orchestra, Carlo Maria Giulini, (1959)
- Don Giovanni - Gabriel Bacquier (Don Giovanni), Pilar Lorengar (Donna Elvira), Marilyn Horne (Zerlina), Joan Sutherland (Donna Anna), English Chamber Orchestra, dirigent Richard Bonynge, (1968)

Jacques Offenbach
- Les contes d'Hoffmann — Joan Sutherland, Plácido Domingo, Gabriel Bacquier, L'Orchestre de la Suisse Romande, Orchestre du Radio de la Suisse Romande, Pro Arte de Lausanne, Andre Charlet, dirigent Richard Bonynge, studio-opname gemaakt in Victoria Hall, Genève, (1976)

Giacomo Puccini
- Suor Angelica — Joan Sutherland (Angelica), Christa Ludwig (La Zia Principessa), National Phiharmonic Orchestra, dirigent Richard Bonynge
- Turandot — Joan Sutherland (Turandot), Luciano Pavarotti (Calaf), Montserrat Caballé (Liu), Nicolai Ghiaurov (Timur), Peter Pears (Emperor), London Phiharmonic Orchestra o.l.v. Zubin Mehta, (1972)

Gioachino Rossini
- Semiramide — Joan Sutherland (Semiramide), John Serge (Idreno), Joseph Rouleau (Assur), Spiro Malas (Oroe), Patricia Clark (Azema), Leslie Fyson (Mitrane), Michael Langdon (Spectre of Nino), Marilyn Horne (Arsace), London Symphony Orchestra, dirigent Richard Bonynge, (1966)

Ambroise Thomas
- Hamlet — Joan Sutherland, Gösta Winbergh, James Morris, Sherrill Milnes, Orchestra and Chorus of the Welsh National Opera o.l.v. Richard Bonynge, (1983)

Giuseppe Verdi
- Messa da Requiem — Joan Sutherland, Marilyn Horne, Luciano Pavarotti, Martti Talvela, Vienna State Opera Koor and Vienna Philharmonic o.l.v. Sir George Solti, (1967)
- I masnadieri - Joan Sutherland, Franco Bonisolli, Samuel Ramey, Matteo Manuguerra, Orchestra of the Welsh National Orchestra o.l.v. Richard Bonynge, (1982)
- Rigoletto - Joan Sutherland, Luciano Pavarotti, Sherrill Milnes, Huguette Tourangeau, Martti Talvela, London Symphony Orchestra o.l.v. Richard Bonynge, (1971)
- La traviata — Joan Sutherland, Carlo Bergonzi, Robert Merrill, Maggio Musicale Fiorentino Orchestra & Choir o.l.v. John Pritchard, (1961)
- La traviata — Joan Sutherland, Luciano Pavarotti, Matteo Manuguerra, National Philharmonic Orchestra o.l.v. Richard Bonynge, (1981)
- Il trovatore - Joan Sutherland, Luciano Pavarotti, Ingvar Wixell, Marilyn Horne, Nicolai Ghiaurov, National Philharmonic orchestra o.l.v. Richard Bonynge, (1976)